# Aclyvolvinae
Aclyvolvinae is een onderfamilie van weekdieren uit de klasse van de Gastropoda (slakken).

## Geslachten
- Aclyvolva Cate, 1973
- Hiatavolva Cate, 1973
- Kuroshiovolva Azuma & Cate, 1971